# Living on Video
"Living on Video" é uma canção da banda canadense de synth-pop Trans-X, lançada por volta de 1983 como single destinado ao seu álbum homônimo, Living on Video. A canção obteve desempenho considerável nos Estados Unidos e na Europa, onde alcançou a posição de número 61 na Billboard Hot 100 e o número 77 no Reino Unido.

## Videoclipe
O videoclipe apresenta a banda tocando a música em uma sala com várias TVs e um Commodore PET. Um keytar Roland SH-101 também é apresentado, que o Languirand usa. Foi filmado em Munique, na Alemanha, e é uma performance ao vivo do programa de TV Formel Eins em 1984.